# Bernard Ripert
Pour les articles homonymes, voir Ripert.
Bernard Ripert est un avocat français né en 1950.
Il est considéré comme étant l'avocat « historique » de l'organisation armée d'extrême gauche Action directe.

## Biographie
Bernard Ripert est né en 1950[source insuffisante] en Savoie, d'un père monteur de lignes à EDF et d'une mère femme au foyer. Il travaille à l'usine pour payer ses études. Il milite alors pour l'organisation maoïste la Gauche prolétarienne.
Il achève ses études de droit en 1972 en décrochant son certificat d’aptitude à la profession d’avocat. Ripert finit tout de même par prêter serment au barreau de Grenoble en septembre 1975.
Depuis la victoire de la gauche en 1981, il est le seul à accepter de défendre les membres d'Action directe.
En 2013, il revient d'un voyage en Syrie avec des photos en compagnie de Bachar el-Assad, et annonce son souhait de s'inscrire au barreau de Damas.

## Causes célèbres
Proche de la gauche révolutionnaire, il a été l'avocat de Joëlle Aubron, ex membre d’Action directe et morte en mars 2006. 
Aux assises, en janvier 2007, Bernard Ripert « retourne les jurés et parvient à faire acquitter cinq accusés »[pas clair], dont un accusé de meurtre, Mehdi M'Sallaoui (22 ans).
Bernard Ripert a aussi défendu Cyril Khider, qui avait tenté de délivrer son frère du centre pénitentiaire de Fresnes.
En 2008, il plaide au procès d'Antonio Ferrara,, : il sollicite le déplacement de la cour dans les geôles du Palais de justice de Paris, au nom du droit à « la vérité », suivi par la majorité des avocats. Il déclare : « Ce sera pour les jurés une petite approche de ce qu'est la prison. C'est bien qu'ils se rendent compte des mauvais traitements ». Il qualifie d'« immondes » et « puantes » les cellules du palais. L'avocat a aussi dit « Ils sont dans des conditions indécentes et inhumaines, dans des cellules sales, puantes. A même les toilettes ».
Il défendra en 2023 aux assises Hanine Benbouabdellah pour le meurtre présumé de Essma Cheambi commis en 2016.

## Controverses
Jeudi 11 septembre 2008, il comparaissait à Dijon pour outrage à magistrat. Bernard Ripert commente ainsi le bilan de cette affaire : « Sur le plan pénal, je suis définitivement « non condamné » [poursuites annulées]. Sur le plan déontologique, j’ai écopé d’un blâme. Après réflexion, je ne me pourvoirai pas en cassation. »
En 2009, le ministre de l'Intérieur Brice Hortefeux porte plainte pour « injure envers la police ». Bernard Ripert est relaxé en appel.
En 2013, il est suspendu pendant un an pour avoir qualifié une avocate de « roquet » et affirmé qu’un président de cour d’assises avait « triché » et « menti ».
Le 25 mai 2016, Bernard Ripert ne s'étant pas présenté à une convocation à l'hôtel de police de Grenoble, il est arrêté. Pendant sa garde à vue, il est envoyé au CHU de Saint-Egrève où il est examiné par un psychiatre à la demande du procureur général de Grenoble. Le psychiatre préconise un placement sous contrainte en hôpital psychiatrique. Bernard Ripert est transféré à l'hôpital psychiatrique de Bassens. Il en sort le lendemain lorsque de nouveaux examens concluent que le sujet est parfaitement sain d'esprit, Bernard Ripert dénonce un « traitement inhumain ». Il a obtenu le soutien de plusieurs confrères.
Le 23 juin 2016, la cour d'appel de Grenoble prononce l'interdiction d'exercer pendant 3 ans pour Bernard Ripert, alors poursuivi pour plusieurs manquements. En février 2017, Bernard Ripert obtient l'annulation de cette interdiction par la Cour de cassation,.